# إيفان ميلينكوفيتش
إيفان ميلينكوفيتش هو لاعب كرة قدم صربي في مركز الوسط، ولد في 4 يوليو 1983 في نيش في صربيا. لعب مع رادنيتشكي نيش ونادي ياغودينا.